# Gemeinde Sörg

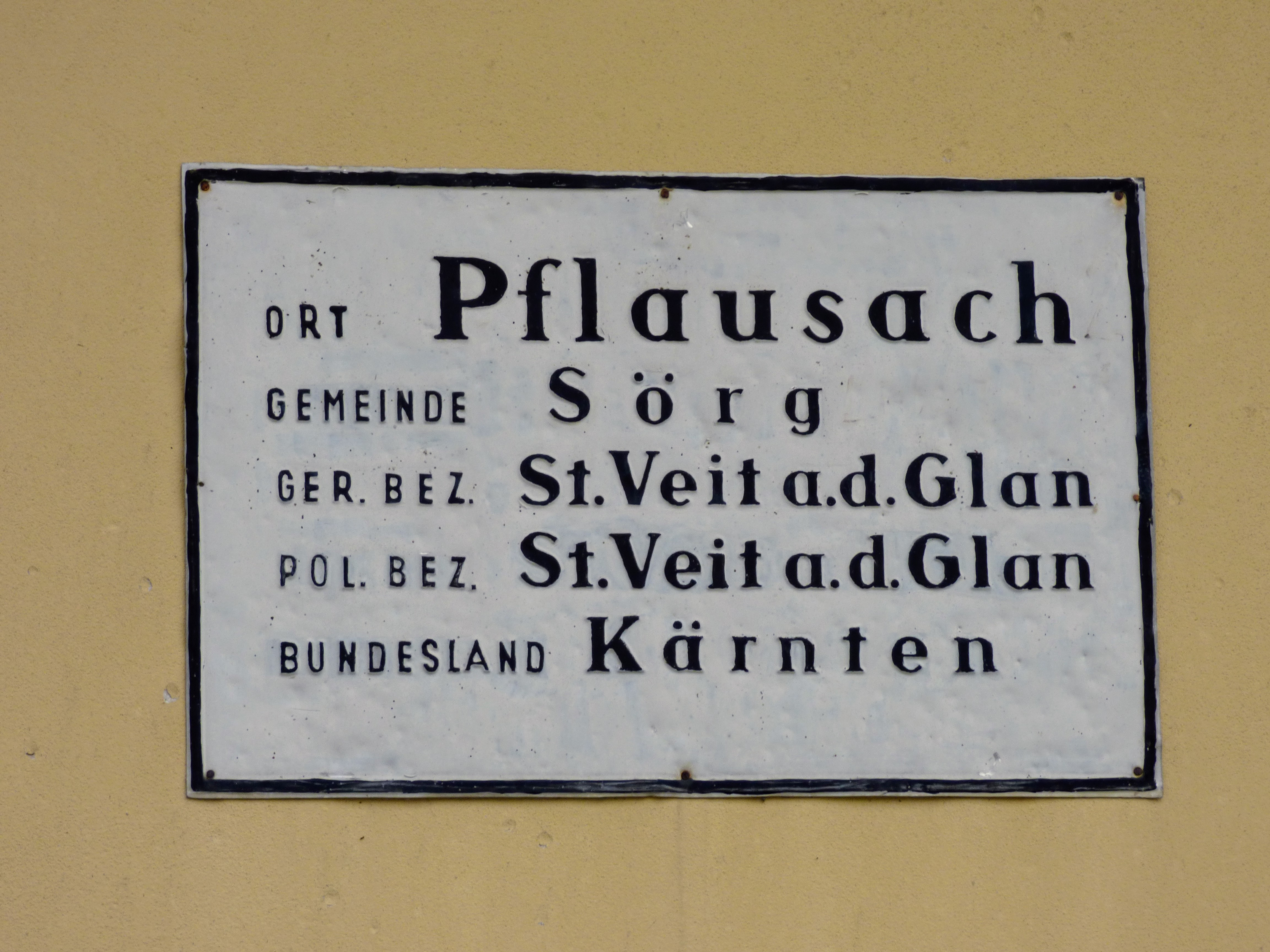
Ortschaftstafel von Pflausach, mit Erwähnung der Gemeinde Sörg

Die Gemeinde Sörg war eine Gemeinde im Kärntner Bezirk Sankt Veit an der Glan, die von 1875 bis 1973 bestand. Mit 1. Jänner 1973 ging die Gemeinde in der Gemeinde Liebenfels auf.

## Geografie

### Lage
Die Gemeinde lag in den Wimitzer Bergen im südwestlichen Teil des Bezirks Sankt Veit an der Glan. Ihre Fläche betrug 23,63 km². Sie umfasste den nördlichen Teil der heutigen Gemeinde Liebenfels und erstreckte sich von der Siedlung Wegscheide und der Schneebauerhöhe (höchster Punkt 1338 m ü. A.) im Norden bis zum Freundsamer Moos, Gradenegg (tiefster Punkt 637 m ü. A. am Gradenegger Bach) und Sörg im Süden.

### Gliederung

#### Katastralgemeinden
Die Gemeinde Sörg umfasste die Katastralgemeinden Freundsam, Gradenegg, Pflausach, Sörg und Sörgerberg in ihren damaligen Grenzen.

#### Ortschaften
Zur Zeit des Bestehens der Gemeinde Sörg wurden in ihr folgende Ortschaften geführt:
- Eggen
- Freundsam
- Gasmai (die Ortschaft umfasste einen Teil des Orts; der außerhalb der Gemeinde Sörg liegende Rest des Ortes bildete eine gleichnamige Ortschaft in der Gemeinde St. Urban)
- Graben
- Gradenegg
- Grassendorf
- Grund
- Hart
- Ladein
- Pflausach
- Pflugern
- Rasting
- Reidenau
- Sörg
- Sörgerberg
- Waggendorf (etwa die Hälfte des Orts; der außerhalb der Gemeinde Sörg liegende Rest des Orts bildete eine gleichnamige Ortschaft in der Gemeinde Pulst.)
- Zojach

## Infrastruktur
Die Gemeinde Sörg umfasste zwei Pfarrorte: Gradenegg und Sörg. In diesen beiden Orten gab es auch jeweils eine Volksschule.

## Geschichte
Die Gemeinde Sörg entstand 1875 durch Teilung der bis dahin aus sieben Katastralgemeinden bestehenden Gemeinde Glantschach: Die beiden Katastralgemeinden Glantschach – mit dem namengebenden Hauptort der Gemeinde – und Rottschaft Feistritz wurden damals an die Nachbargemeinde Pulst angeschlossen. Die anderen fünf Katastralgemeinden wurden von da an als Gemeinde Sörg geführt.
Die Gemeinde Sörg gehörte zum politischen Bezirk Sankt Veit an der Glan und zum Gerichtsbezirk Sankt Veit an der Glan.
Im Zuge der Gemeindestrukturreformen in der 2. Hälfte des 20. Jahrhunderts wurde die Gemeinde per 1. Jänner 1973 an die Gemeinde Liebenfels angeschlossen.

## Bürgermeister
Folgende Personen waren, in chronologischer Reihenfolge, Bürgermeister der Gemeinde:
- Blasius Taumberger
- Georg Kircher
- Eduard Mayer
- Jakob Taumberger
- Thomas Habernig
- Karl Gratzer
- Alois Stromberger
- Michael Klocker
- Leonhard Grünwalder
- Philipp Nagele
- Franz Topitschnig, 1945 – 1950
- Alois Gratzer, 1950 – 1954 und 1958 – 1964
- Otto Stingl, 1954 – 1958
- Alois Groing, 1964 – 1970
- Franz Nagele, 1970 – 1973

## Bevölkerung
Für die Gemeinde wurden zur Zeit ihres Bestehens folgende Einwohnerzahlen angegeben:
- 1880: 948 Einwohner, 139 Häuser[3]
- 1890: 1164 Einwohner, 136 Häuser[4]
- 1900: 1045 Einwohner, 134 Häuser[5]
- 1910: 991 Einwohner, 153 Häuser[6]
- 1923: 929 Einwohner, 142 Häuser[7]
- 1934: 909 Einwohner[8]
- 1961: 840 Einwohner, 150 Häuser[9]
- 1972: 798 Einwohner[1]

## Zählsprengel Sörg
Das Gebiet der ehemaligen Gemeinde Sörg wird von der Statistik Austria als eigener Zählsprengel (Sörg, 002) der Gemeinde Liebenfels geführt, wie das in Österreich für ehemalige Gemeinden, die nach 1960 aufgelöst wurden, üblich ist.
2001 wurden für dieses Gebiet 679 Einwohner und 33 Nebenwohnsitzfälle sowie 249 Gebäude ermittelt.